# Suikoden
Suikoden (яп. 幻想水滸伝 Генсо Суйкодэн) — японская ролевая игра, разработанная компанией Konami Computer Entertainment Tokyo и изначально выпущенная для игровой приставки Sony PlayStation в декабре 1995 года в Японии. Через год в Северной Америке и в Европе, в апреле 1997 года. Также игра была выпущена на Sega Saturn в 1998 году, в пределах Японии, и на Microsoft Windows в 1998 году в Японии, Южной Америке и Китае. Продюсер, режиссёр, сценарист и геймдизайнер — создатель серии Ёситака Мураяма.
Игра вдохновлена классическим китайским романом «Речные заводи» и представляет собой фэнтезийную ролевую игру, основной темой которой является военный сюжет. В игре можно завербовать 108 персонажей, чьё количество является отсылкой как на роман «Речные заводи», так и на священное число «108» в буддизме, считающееся счастливым.
В 1998 году вышел сиквел.

## Игровой процесс
В игре есть три вида боя: традиционный пошаговый групповой бой (в активной группе игроков может быть до шести человек, на ближний и дальний бой); тактические сражения, в которых игрок управляет целыми отрядами бойцов, лучников, магов; дуэли — поединки один на один, в которых нужно предугадать дальнейшие действия дуэлянта (атака, тяжёлая атака, защита) по его поведению и репликам.
В игре можно строить и развивать замок, который будет служить базой и крепостью. Многие из этих персонажей будут доступны в качестве активных членов группы, участвующие в битвах, в то время как другие будут выступать в качестве торговцев, оружейных мастеров, продавцов снаряжения и рун.

## Сюжет
Герой игры Тир МакДол — юный сын Тео МакДола, генерала, который служит Империи Алой Луны и в настоящее время контролирует земли региона Торана. Через ряд событий герой оказывается вовлечённым в восстание против коррумпированной Империи, возглавляемое организацией, известной как Освободительная армия.

## Влияние
| Сводный рейтинг | Сводный рейтинг |
| Агрегатор       | Оценка          |
| --------------- | --------------- |
| GameRankings    | 82,32 %         |

| Русскоязычные издания | Русскоязычные издания |
| Издание               | Оценка                |
| --------------------- | --------------------- |
| StopGame.ru           | «Похвально»           |

Уоррен Спектор регулярно называл Suikoden своей любимой игрой наряду с Ultima IV. Также из Suikoden Спектор черпал идеи для тогда ещё создаваемого Deus Ex.